# Ludwig Klüber
Johann Ludwig Klüber (1762-1837) est un juriste allemand.

## Biographie
Né à Tann (Rhön), près de Fulde, il étudie aux universités d'Erlangen, de Giessen et de Leipzig et obtient le grade de docteur en droit en 1785.
Il enseigne le droit aux universités d'Erlangen dès 1786 et est employé par le margrave d'Anspach-Baireuth et par le cabinet de Prusse de négociations diplomatiques. Il fait en 1804 l'éducation du prince de Bade et devient professer à l'université d'Heidelberg en 1807. En 1814, il suit les opérations du Congrès de Vienne. Il est appelé en 1817 à Berlin par le roi de Prusse, qui le nomme conseiller privé. Il quitte cependant cette cour en 1833 où il ne pouvait exprimer librement sa pensée, qui penchait vers le gouvernement constitutionnel.
Il est élu le 25 janvier 1834, correspondant de l'Académie des sciences morales et politiques, section de législation, droit public, jurisprudence, au moment de la création des places de correspondant.

## Publications
On lui doit :
- Arimannid (deux dissertations)
- Essai sur l'histoire de la juridiction féodale
- 1794 : Petite bibliothèque de jurisprudence
- Actes du congrès de Vienne en 1814 et 1815 (Erlangen, 1815-1819, 8 vol., avec un Supplément, 1835)
- 1816 : Coup d'œil sur les négociations diplomatiques du congrès de Vienne, Francfort
- 1817 : Droit public de la confédération germanique
- 1819 : Droit des gens moderne de l'Europe , Stuttgart
- 1832 : Les Sources du droit public de la Confédération des tribunaux et de l'autorité souveraine de leurs arrêts, Francfort
- 1830-1834 : Traités et observations historiques, politiques et juridiques, 2 vol.